# Przemysław Mastalerz
Przemysław Mastalerz (ur. 8 listopada 1925 w Częstochowie, zm. 18 listopada 2011 we Wrocławiu) – polski chemik, specjalista w bioorganicznej chemii fosforu. Profesor Politechniki Wrocławskiej, autor ponad 120 publikacji naukowych, trzech podręczników chemii organicznej i jednego chemii nieorganicznej. W 1951 ukończył studia na Politechnice Wrocławskiej. W 1959 roku obronił pracę doktorską „Inhibitory biosyntezy glutaminy”.  W 1967 habilitował się w zakresie chemii na Politechnice Wrocławskiej na podstawie pracy monograficznej zatytułowanej: „Badania nad kwasami fosfinowymi”. W 1977 otrzymał tytuł profesora nauk chemicznych. Odznaczony Krzyżem Kawalerskim Orderu Odrodzenia Polski, Medalem Komisji Edukacji Narodowej.
Przemysław Mastalerz był aktywnym przeciwnikiem wielu poglądów promowanych przez środowiska ekologiczne, włączając w to wpływ człowieka na globalne ocieplenie klimatu Ziemi.